# Гриво, Бенжамен
Бенжаме́н-Блез Гриво́ (фр. Benjamin-Blaise Griveaux; род. 29 декабря 1977, Сен-Реми, Сона и Луара) — французский политик, член партии «Вперёд, Республика!», официальный представитель правительства (2017—2019 годы).

## Биография
Окончил Институт политических исследований и Школу высших коммерческих исследований в Париже. Впервые прикоснулся к миру политики, начав работать в аналитическом центре Мишеля Рокара и Доминика Стросс-Кана «À gauche en Europe», где познакомился с Марисоль Турен. После её назначения министром здравоохранения в 2012 году она включила Гриво в число своих сотрудников. Был избран в муниципальный совет Шалон-сюр-Сон, а в 2008 году в качестве представителя Социалистической партии вошёл в генеральный совет департамента Сона и Луара. В конце 2015 года примкнул к Эмманюэлю Макрону, позднее заняв должность официального представителя его движения «Вперёд, Республика!».
18 июня 2017 года во втором туре парламентских выборов победил с результатом 56,3 % социалистку Сейба Дагома в 5-м округе Парижа (в первом туре её поддержали 12,3 % избирателей, Гриво тогда получил 42,3 %). При этом на выборах 2012 года Дагома победила в этом же округе с результатом 70,1 %.
21 июня 2017 года назначен государственным секретарём при министре экономики и финансов во втором правительстве Филиппа.
21 июля 2017 года отказался от депутатского мандата на время работы в правительстве.
24 ноября 2017 года назначен официальным представителем правительства.
27 марта 2019 года вышел из правительства, чтобы заняться подготовкой к муниципальным выборам в Париже.
28 апреля 2019 года вернулся в своё прежнее кресло депутата Национального собрания, освобождённое Элиз Фажеле, временно замещавшей Гриво на срок его работы в исполнительной власти.
10 июля 2019 года комиссия по выдвижению кандидатов на выборные должности от партии «Вперёд, Республика!» объявила, что Гриво возглавит партийный список на парижских муниципальных выборах в марте 2020 года. Его основными соперниками были депутаты Национального собрания Юге Ренсон и Седрик Виллани.

### «Дело Гриво»
14 февраля 2020 года Гриво объявил о снятии своей кандидатуры с выборов после появления в Интернете интимного видео сексуального характера, ответственность за распространение которого взял на себя российский художник-акционист Пётр Павленский (16 февраля Аньез Бузин сменила Гриво во главе партийного списка).
Источником компрометирующих записей стала 29-летняя студентка Александра Де Таддео, которая, согласно её показаниям в ходе допросов после задержания, познакомилась с Гриво в Instagram, по его инициативе продолжила общение на Facebook, затем последовало личное знакомство, а в мае 2018 года — адюльтер.

### Уход из политики
11 мая 2021 года сложил с себя полномочия депутата Национального собрания в связи с переходом на работу в сфере частного бизнеса.

## Личная жизнь
Гриво женат на адвокате Джулии Минковски (Julia Minkowski), 24 мая 2019 года он сообщил о рождении у них третьего ребёнка — девочки (на тот момент в семье уже были сын и дочь, соответственно семи и пяти лет).

## Труды
- Les Élites, Dalloz-Sirey, 2007
- Salauds de pauvres ! Pour en finir avec le choix français de la pauvreté, Fayard, 2012